# Francisco marino
Plantilla:Destruir no
Francisco Marino Espinoza (Iquique, Chile, 1986), conocido como Francisco Marino, es un médico chileno especializado en medicina de urgencia pediátrica. Ha sido jefe de urgencia pediátrica de la Clínica Las Condes y posteriormente médico jefe subdirector del Servicio de Urgencia de la misma institución. Actualmente se desempeña como director médico de la plataforma de salud digital Meydey.com.
Marino ha sido entrevistado y citado por medios de alcance nacional como 
Emol, 
CNN Chile, 
Radio Cooperativa,
Radio Biobío 
y TVN.

## Biografía y formación
Realizó estudios de Medicina en la Universidad Mayor y se especializó en medicina de urgencias con mención en pediatría en la Universidad del Desarrollo, en convenio con la Clínica Alemana de Santiago.[cita requerida]

## Carrera profesional

### Clínica Las Condes
Ejerció como jefe de urgencia pediátrica de la Clínica Las Condes y luego como médico jefe subdirector del Servicio de Urgencia. Durante su gestión participó en campañas de prevención y divulgación sobre enfermedades respiratorias infantiles, prevención de accidentes y talleres de reanimación dirigidos a la comunidad.

### Meydey.com
En 2025 fue nombrado director médico y socio de Meydey.com, plataforma de salud digital orientada a conectar pacientes y profesionales mediante telemedicina, agendamiento y servicios a domicilio.

## Actividad académica y divulgación
Ha sido docente en programas de postgrado relacionados con la urgencia pediátrica, incluyendo el Diplomado en Urgencias Pediátricas de la Universidad Autónoma de Chile.
Ha participado en entrevistas y espacios de divulgación en medios audiovisuales y digitales, entre ellos Mirada Velvet, 
TVN, 
y Portavoz Noticias.